# Flughafen Cork

i8
i11
i13
Der Flughafen Cork (irisch: Aerfort Chorcaí, IATA-Code: ORK, ICAO-Code: EICK) ist ein internationaler Verkehrsflughafen nahe der Stadt Cork im Süden Irlands. Er wird von der Dublin Airport Authority betrieben und fertigte im Jahr 2019 über 2,5 Millionen Reisende ab.

## Lage und Verkehrsanbindung

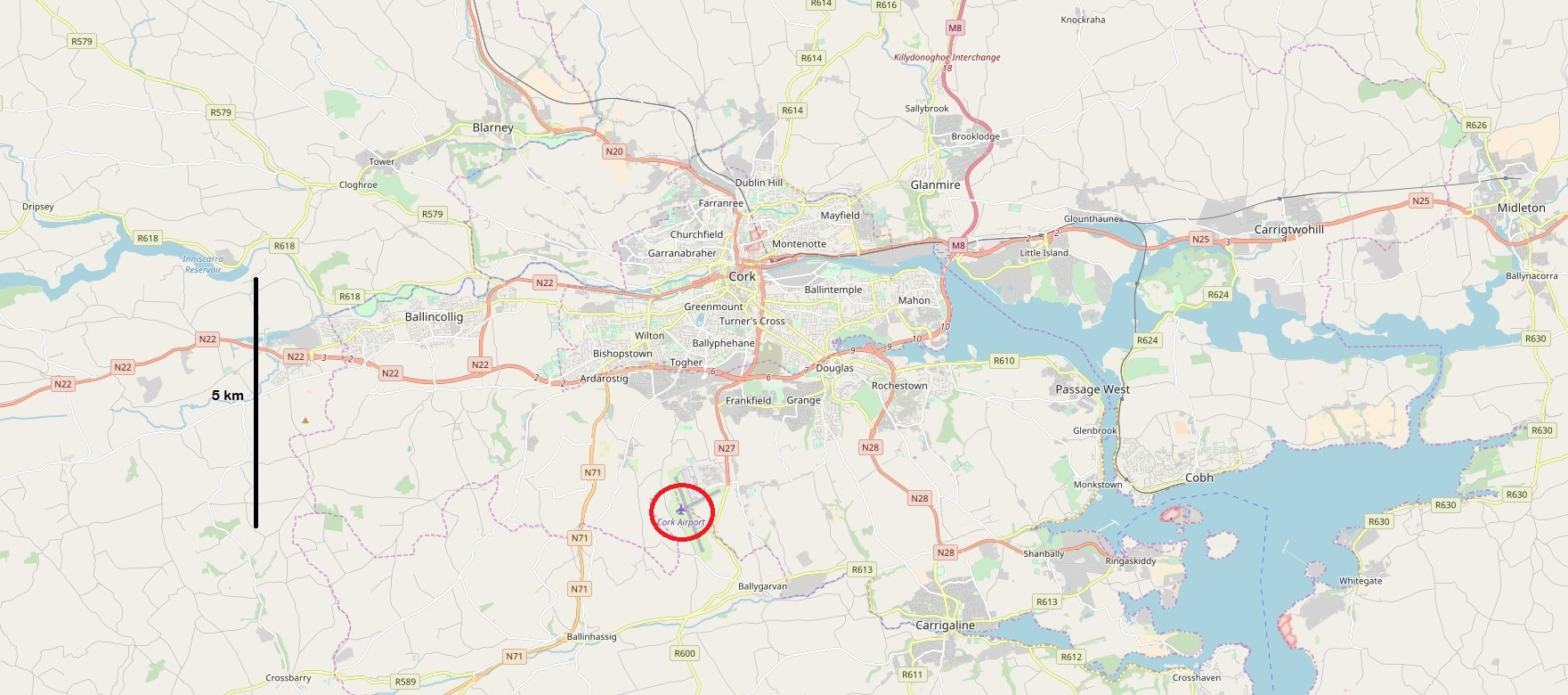
Flughafenlage

Der Flughafen liegt knapp 8 km südlich der zweitgrößten Stadt Irlands, Cork, und ist per Straße mit der Stadt und ihrer Umgebung verbunden.
- Bus: nach Cork 25 min, 3,70 €.
- Taxi: nach Cork, ca. 11 €.

## Geschichte
1939 billigte die Regierung einen Plan, einen Flughafen zu bauen. Beim Ausbruch des Zweiten Weltkriegs wurden die Pläne zunächst zurückgestellt. Am 9. Mai 1948 eröffnete der Flughafen 'Farmers Cross airfield'. 1957 beschloss die Regierung, dass Cork Airport in Ballygarvan gebaut werden soll. Am 16. Oktober 1961 eröffnete er. Als am 23. September 1962 eine Super Constellation auf dem Atlantik notwasserte, wurde der Flugplatz für Search-and-Rescue-Flüge genutzt. Am 31. Juli 1964 landete das erste Düsenflugzeug (eine Comet der BOAC). 1974 richtete ein Orkan mit Windgeschwindigkeiten bis zu 180 km/h erhebliche Schäden an. 1986 wurden an beiden Enden der Start- und Landebahn ILS (Instrumentenlandesystem) installiert.
Da die jährliche Zahl der Fluggäste (2,182 Millionen im Jahr 2003) die eigentliche Kapazität von 1,1 Millionen Menschen weit überstieg, errichtete man ein neues Terminal und erweiterte die Start- und Landebahnen. Das neue Terminal wurde am 15. August 2006 eröffnet.

## Flughafenanlagen

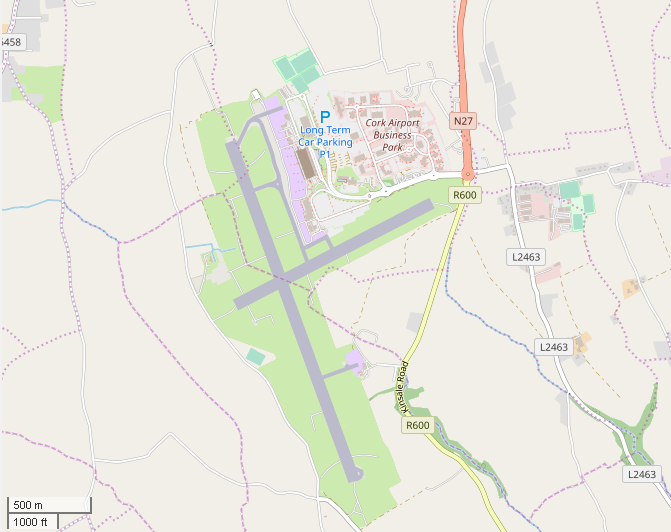
Flughafen

### Terminal
Der Flughafen verfügt derzeit über ein vergleichsweise kompaktes, zweigeschossiges Terminal mit acht Flugsteigen, die teilweise mit Fluggastbrücken ausgestattet sind. Daneben gibt es übliche Service- und Einzelhandelseinrichtungen.

## Fluggesellschaften und Ziele
Cork verfügt über regelmäßige Verbindungen zu einigen regionalen und teilweise saisonal bedienten europäischen Destinationen, darunter beispielsweise Liverpool, Warschau und Paris. Langstrecken werden derzeit nicht bedient. Ab dem Sommerflugplan 2017 wird auch Zürich durch Swiss bedient. Größte Fluggesellschaften vor Ort sind Aer Lingus und Ryanair, die hier eine ihrer Basen betreibt.

## Verkehrszahlen
| Jahr | Fluggastaufkommen | Luftfracht (Tonnen) (mit Luftpost) | Flugbewegungen |
| ---- | ----------------- | ---------------------------------- | -------------- |
| 2019 | 2.590.262         | 50                                 | 48.632         |
| 2018 | 2.392.821         | 51                                 | 42.783         |
| 2017 | 2.308.507         | 28                                 | 43.135         |
| 2016 | 2.230.564         | 15                                 | 50.912         |
| 2015 | 2.071.210         | 247                                | 42.374         |
| 2014 | 2.144.476         | 661                                | 41.074         |
| 2013 | 2.258.006         | 651                                | 43.790         |
| 2012 | 2.340.115         | 700                                | 49.138         |
| 2011 | 2.361.947         | 800                                | 48.061         |
| 2010 | 2.425.131         | 800                                | 48.366         |
| 2009 | 2.769.048         | 900                                | 52.718         |
| 2008 | 3.258.639         | 4.000                              | 61.876         |
| 2007 | 3.180.259         | 5.500                              | 70.961         |
| 2006 | 3.010.575         | 7.200                              | 64.982         |
| 2005 | 2.729.906         | 7.000                              | 62.874         |
| 2004 | 2.254.251         | -                                  | 53.144         |
| 2003 | 2.182.157         | 13.720                             | 54.267         |
| 2002 | 1.874.447         | 12.852                             | 44.916         |
| 2001 | 1.775.817         | 11.743                             | 50.581         |
| 2000 | 1.680.160         | 10.894                             | 50.344         |
| 1999 | 1.501.974         | 11.047                             | 43.112         |
| 1998 | 1.315.224         | 12.818                             | 37.742         |

## Zwischenfälle
- Am Morgen des 10. Februar 2011 verunglückte gegen 9.45 Uhr Ortszeit eine Maschine der Fluggesellschaft Manx2 (Flug 7100) von Belfast kommend beim dritten Landeversuch in dichtem Nebel. Sechs Menschen starben.[6][7]